# Thybanen
Thybanen er jernbanen Thisted–Struer. Banen er enkeltsporet, 73,6 km lang og har en strækningshastighed på 75 km/t. Den blev indviet i 1882.
Fra januar 2003 er strækningen blevet drevet i udbud af Arriva. Før 2020 var der også DSB-lyntog til/fra København H og Kastrup.
Banen gennemskærer et varieret landskab med udsigt til Limfjorden flere steder. Banen går over Oddesundbroen. 

## Stationer
- Struer (Str), forbindelse til Langå–Struer-banen, den vestjyske længdebane og Struer–Vejle-banen
- Struer Havneplads, trinbræt indtil banens omlægning 1923
- Bremdal, tidligere uofficielt trinbræt for badetog fra Herning
- Humlum (Um)
- Oddesund S, nedlagt 15. maj 1938 ved broens indvielse
- Oddesund N (No)
- Uglev (Ul)
- Hvidbjerg (Hw)
- Lyngs (Lg)
- Ydby (Yd)
- Hurup Thy (Ur)
- Bedsted Thy (Bn)
- Hassing, nedlagt 23. maj 1971
- Hørdum (Hæ)
- Snedsted (Sne)
- Todbøl, nedlagt 28. maj 1967
- Sjørring (Ri)
- Thisted (Ti), indtil 1969 udgangspunkt for Thisted-Fjerritslev Jernbane

Mellemstationerne Hvidbjerg, Hurup Thy, Bedsted Thy og Snedsted samt de to endestationer har fjernstyrede krydsningsspor. De øvrige stationer er trinbrætter.
Læssesporene ved stationerne er fjernet omkring 2004. Havnebanen i Thisted blev fjernet i 1990'erne. De nærmeste læssepladser var derefter Skive, Holstebro og Aalborg. Der findes sidespor i Hurup og Thisted beregnet til Banedanmarks materiel.

## Drift
Siden 2002 har banen været drevet af Arriva, som befarer banen med LINT-tog. Alle tog standser ved alle stationer. Ca. 4-5 daglige tog i hver retning videreføres til/fra Vejle.
Indtil 2014 var der to daglige DSB-lyntog til/fra København, og derefter ét hver vej. DSB begrundede ændringen med ventetid i Struer, som lyntoget ville få på grund af den lange afstand mellem krydsningsmulighederne på Thybanen. Med 2020-køreplanen blev lyntoget afskaffet, og strækningen drives udelukkende af Arriva. 

## Historie
Thybanen blev indviet 20. april 1882. Nord for Oddesund var den bygget som en særlig let og billig bane uden bevogtning ved overskæringerne, blandt andet fordi Thisted Amt og Thisted købstad skulle finansiere en del af udgifterne. Der blev indkøbt særlig lette damplokomotiver Litra P. Trafikken voksede snart, og omkring 1900 blev hele banen opgraderet til bedre standard, men den har stadig en snæver kurveradius. Banen blev bygget med normal statsbanestandard på det korte stykke fra Struer til Oddesund. Forskellen er stadig synlig, idet banen kun er indhegnet syd for Oddesund, hvor der også er bygget underføringer ved hovedvej 11.
Vestervig var hovedbyen i Sydthy, men på grund af geografien, og efter sigende fordi Vestervig ikke var interesseret i at få banen forbi, blev linjeføringen lagt længere mod øst. Den nye stationsby Hurup overtog hurtigt Vestervigs rolle. Også byerne Humlum, Lyngs, Ydby, Bedsted, Hørdum og Snedsted blev bygget på bar mark og skylder jernbanen deres eksistens.
I banens første år fortsatte færgedriften med robåde over Oddesund. Fra 23. juni 1883 var der dampfærgeforbindelse. 15. maj 1938 indviedes Oddesundbroen.
Oprindelig var Struer station en rebroussementsstation, hvor togene mod Thisted rangerede baglæns ud mod øst, hvorefter de vendte ad sporet mod vest langs havnen. Her lå trinbrættet Struer Havn med en ventebygning af træ, som er bevaret. I 1920-23 blev Thybanen forlagt til en højbane, der udgår fra den vestlige ende af Struer station og løber på et antal buer mellem byen og havnen.
I jernbaneloven af 1894 var der planlagt en sidebane fra Hurup til Agger og i loven af 1918 en sidebane fra Sjørring til Vorupør samt en statsbane fra Nykøbing Mors over Vilsund med forbindelse til Thybanen i Thisted - og måske til Hanstholm Havn. Banen på Mors blev påbegyndt, men opgivet i 1932. (Se: Privatbanerne i Thy og Jernbanerne på Mors)

### Anden Verdenskrig
Under besættelsen blev en del krigsmateriel og materiale til bygning af Hanstholm-fæstningen transporteret på banen. Første jernbanesabotage på Thybanen fandt sted i september 1944, og indtil befrielsen blev der foretaget 350 sprængninger (samt 18 sprængninger på Thisted-Fjerritslev Jernbane). Det skete især under tre store troppetransporter fra Norge til Vestfronten, som fandt sted i februar, marts og april 1945. 
En stor sabotage fandt sted den 22. januar 1945. Et benzintog blev sprængt på Thisted havnebane neden for Søndre Kirkegård, nær det daværende elværk.
Når den østjyske længdebane var ramt af sabotage, kunne de tyske værnemagtstog i korte perioder blive omdirigeret via Thybanen, Thisted-Fjerritslev Jernbane og Fjerritslev-Frederikshavn Jernbane. Også i 1956-57, da Limfjordsbroen i Aalborg var blevet påsejlet, blev al godstrafik omdirigeret denne vej. 

### Efterkrigstiden
Banen kom fra 1960'erne med i lyntogsnettet med lyntoget Uldjyden til/fra København. Det blev først kørt af MO-motorvogne og senere som lokomotivtrukket tog. Fra 1974 fortsatte forbindelsen som intercitytog. Nogle regionaltog eller iltog var i 1950-1980'erne gennemgående til Fredericia, Århus, Esbjerg eller Langå.
Regionaltogene blev i 1970'erne fortsat kørt af gamle og ukomfortable MO-motorvogne. Fra 1978 kom de nye MR-togsæt indsat. Der blev lavet et køreplansmønster med timedrift i de fleste dagtimer. I weekenden og om aftenen kørte togene sjældnere, suppleret med togbusser. Det skyldtes at stationerne var manuelt betjent, og der kunne ikke foretages togkrydsning uden for åbningstiden. 
Under statsbanenedlæggelserne i 1970'erne var Thybanen i søgelyset, især omkring 1976, men DSB har tilsyneladende aldrig officielt foreslået nedlæggelse. Mellem 1965 og 1971 blev de mindre stationer nedgraderet til trinbrætter uden krydsningsspor. Hassing og Todbøl blev nedlagt.
Indtil 1986 blev der benyttet MY-lokomotiver i det daglige intercitytog, fordi MZ-maskinerne var for tunge for sporet. Banen fik indsat de lettere IC3-tog lige fra starten i 1989, og der blev indført to daglige tog til/fra København. Det lokomotivtrukne IC-tog standsede kun i Hvidbjerg, Hurup Thy, Bedsted Thy og Snedsted. Den hurtigste forbindelse Thisted-Struer tog dengang 1 time og 8 minutter, men siden da er rejsetiden forlænget til ca. 1 time og 20 minutter, og alle tog betjener alle stationer.
Banen var den sidste i Danmark, hvor der blev givet afgangssignal med håndholdt signalstok, såkaldt spejlæg. Fra 19. december 2002 blev stationerne fjernstyret, og stationsbygningerne blev solgt. I 2004 blev en stor del af sporet udskiftet, og togdriften var erstattet med rutebiler i en måned. Læssesporene blev fjernet.

### Fra DSB til Arriva
Efter at Arriva overtog driften i 2003, blev der bevaret to daglige DSB-intercitytog, som senere blev til lyntog. Arriva havde problemer med driften i det første års tid, men har siden moderniseret strækningen på flere måder, bl.a. med nyt udstyr på stationerne, venteskure af glas og internet-hotspots. Der er betjent billetsalg i Thisted, som også står for en del af Arrivas udlandssalg. Thybanen havde i 2013 landets højeste rettidighed, men den planmæssige køretid er ofte længere end før 2003. Køreplanen er blevet kritiseret for ikke at tage hensyn til skolependlere og skiftetider i Struer.
De direkte lyntog mellem Thisted og København blev afskaffet ved køreplansskiftet 15. december 2019. Samtidig overgik driften af Struer-Vejle-banen til Arriva efter udbud. DSB kører dog stadig fire daglige lyntog i hver retning mellem Struer og København.

### Ulykker
Der har ikke været mange egentlige jernbaneulykker på Thybanen. Den 3. juni 2011 tabte et Arriva-tog en gearkasse og blev afsporet ved Hørdum.  Den 22. august 1995 udbrød der brand i motoren på et IC3-tog i Humlum. Den 24. oktober 1993 stødte et MR-tog og en banetrolje sammen i Bedsted Thy.
I overkørslerne har der været mange ulykker. 3. september 2014 blev to personer dræbt, da deres bil kørte ud foran toget i overkørslen ved Kappelstensvej i Thisted. 22. februar 2014 blev en bilist dræbt i en privat overkørsel ved Hassing. 15. januar 2013 blev en person dræbt på banelegemet syd for Oddesund. 8. oktober 2008 blev en bilist dræbt, da han kørte ind i et Arriva-tog i en ubevogtet overkørsel ved Hurup. 7. februar 2006 kørte en bilist ind i siden på et IC3-tog i Uglev. 17. november 2005 blev en bilist dræbt i Thisted. 12. august 2004 blev to mænd på en knallert ramt nord for Hvidbjerg. 30. april 2004 kørte en kvinde ind i siden på et MR-tog nord for Uglev. Den 13. oktober 2003 blev en minibus ramt syd for Ydby. Den 27. september 2003 blev fem kreaturer ramt ved Snedsted, fire af dem blev dræbt. 30. april 2002 blev en kvinde lettere kvæstet da hun kørte ind i et tog ved Uglev. 18. september 2000 blev en mand dræbt af et IC3-tog på Draget, da han stod i sporet. 11. maj 1998 blev en gårdejer på traktor ramt i en overkørsel vest for Sjørring. 8. september 1995 blev en bilist dræbt i Lyngs. 2. oktober 1991 blev en bil ramt i Hassing. 12. juni 1989 blev fire personer i en bil dræbt af et MR-tog ved Draget. Den 20. januar 1969 blev to dræbt og to kvæstet da en bil blev ramt af lyntoget Uldjyden i Bedsted. 

### Sne
Thybanen kan blive udsat for store mængder sne i hårde vintre. Den 23. december 1915 var 80 rejsende sydfra sneet inde ved Oddesund, og de nåede først Thisted den 30. december.  Fra den 22. til 23. februar 2007 sad 20 passagerer fast i et IC3-tog ved Hørdum. 
I den hårde vinter 2009-10 kørte togene fast flere gange. 3. februar sad et togsæt fast ved Lyngs og blokerede banen i nogle timer.  18. februar kørte et IC-tog fast syd for Ydby,  og den 20. februar var al togdrift indstillet (ligesom på nogle andre baner i Nordjylland).  Den 5. til 7. marts var togdriften indstillet, fordi et IC-tog var kørt fast, selv om det blev kørt af et MR-togsæt, der bedre skulle kunne klare sneen end IC3. Det var tredje gang et tog var kørt fast lige nord for Hurup. 
En lokomotivfører udtalte i 2010 at den lave fart var en grundene til at togene ikke kan klare sneen.  En anden årsag skulle være at strækningen kun gennemkøres hver anden time om aftenen og i weekenden.

## Spor, overkørsler og signalprojekt
Banen har haft ca. 300 overkørsler, som nummereringen stadig vidner om: overkørsel 1–31 syd for Oddesund og 1–268 nord for Oddesund.
Efter to alvorlige kollisioner mellem tog og biler i september 2009 på VLTJ og Kalundborgbanen blev der sat fart i arbejdet med at nedlægge overkørsler på de farligste banestrækninger. I 2009 var der i hele landet 1364 jernbaneoverkørsler. Heraf stod Thybanen for 123 overkørsler, hvoraf 26 var sikret med halvbomme og 21 med advarselsanlæg (klokker og blink), men over halvdelen var uden sikring.
Saneringen blev gennemført af Banedanmark og COWI. Efter en nabohøringsfase blev de mindst benyttede overkørsler fjernet, nogle ejendomme fik nye adgangsveje, og alle resterende overkørsler blev opgraderet med automatisk sikring. Halvbomme blev mange steder udskiftet med helbomme. Efter gennemførelsen i 2022 var der 49 overkørsler tilbage, hvoraf 45 var sikret med bomme, og de sidste to veje og to stier havde advarselsanlæg. Der blev ikke bygget nye over- og underførsler.
Banen fik nyt spor og underbygning i 2004. Den 6. april 2020 var det fælleseuropæiske signalsystem ERTMS indført på hele Thybanen. Fra 1. maj til 20. november 2022 var togene erstattet af togbusser pga. en stor renovering af Oddesundbroen.

## Fremtidsplaner
Siden 2001 har Thybanen haft stigende passagertal. Da trafikken overgik til Arriva, fulgte først en turbulent periode, men senere har banen haft stabil drift og moderne standard. På grund af banens beliggenhed har dens fremtid tit været diskuteret. 
Af de mere kuriøse forslag foreslog et medlem af Struer byråd i 2001 at nedlægge Thybanen for at fjerne højbanen mellem byen og havnen, hvilket skulle være en fordel for byens "havnefront". I 2010 foreslog tidligere borgmester i Thisted Kaj Kristensen at nedlægge Thybanen, men han forestillede sig til gengæld at Folketinget skulle bevilge en udvidelse af hovedvej 11.

### Hastighedsopgradering
I planen om Togfonden DK fra 2014 blev der afsat 92 mio. kroner til hastighedsopgradering af Thybanen. Aftalen bygger på en kombination af timemodellen og forbedring af regionalbanerne. Rejsetiden på Thybanen skal ned på 55 minutter, en forbedring på ca. 23 minutter. Rejsen fra Thisted til København skal ned på 3 timer 36 minutter, hvilket er ca. to timer hurtigere end i dag.
Trafikplanen for den statslige jernbane for 2012-2027 omhandler de vedtagne projekter. Den forudsætter kun totimersdrift på Thybanen. Planen forventer en svag stigning i passagertallet.
Timemodellen er et oplæg om hurtigere tog mellem de største danske byer. Ifølge modellen skal der ikke længere køre direkte tog fra Struer (og Thisted) til København. Oplægget om togfonden fra 2013 prøver at kompensere med et hurtigt tog hver time mellem Struer og Fredericia, som fem gange daglig skal fortsætte til/fra Thisted, kun med stop i Hurup. Derudover skulle der være lokaltog i totimersdrift. Forslaget ændrer ikke på rejsetid og antal stationer på Thybanen i forhold til i dag. Det står ikke klart, hvordan det direkte tog Thisted-Fredericia skal gennemføres, når Struer-Vejle-banen skal elektrificeres.
Banedanmarks screeningsrapport fra 2013 gennemgik mulighederne for højere hastighed som følge af det nye signalsystem ERTMS. Rapporten vurderer at den optimale hastighed for lokal- og regionaltog er 140-160 km/t, og banerne bør derfor opgraderes til 120, 140 eller 160 km/t. Men for Thybanen foreslås en billigere mellemløsning, hvor hastigheden er 110 km/t, samtidig med at de fleste mellemstationer nedlægges, og kun Uglev, Hvidbjerg, Hurup, Bedsted og Snedsted bevares. Med en rejsetid på 55 minutter er det derefter muligt at køre frem og tilbage på to timer. Det kræver kun ét togsæt i totimersdrift, hvilket er en besparelse. Det vurderes at opgraderingen har god samfundsøkonomisk nytteværdi.
Trafikstyrelsens rapport om den danske stationsstruktur fra 2014 foreslår samme model, dog med timedrift og fast krydsning i Hurup. Fire stationer foreslås nedlagt: Humlum, Oddesund, Uglev og Ydby. Lyngs foreslås bevaret pga. manglende busbetjening, og Hørdum og Sjørring kan opretholdes uden at påvirke køreplanen. Men det foreslås også at togene skal videreføres til Holstebro. Det fremgår ikke hvorfor der skal nedlægges stationer, når vendetiden vil blive godt en halv time i Holstebro. Rapportens metode bygger på en økonomisk afvejning af tidsgevinsten for gennemkørende rejsende over for ulempen for de rejsende, der mister deres standsningssted.
De to sidstnævnte rapporter har ikke vurderet en løsning hvor små stationer bevares, samtidig med at lokaltog suppleres med gennemkørende tog. Det er heller ikke overvejet at indføre stopsignal på perronerne, som på nogle lokalbaner. Følgerne for de små bysamfund, for skoleelever og omkostninger ved mere busbetjening er ikke vurderet. Trafiktællingen på stationerne kan svinge alt efter tællingsdagen, og listen over de mindst benyttede stationer har forskellig rækkefølge fra år til år.

### Bane til Hanstholm
Thybanen har ikke haft forbindelse nordpå, siden Thisted-Fjerritslev Jernbane (til Aalborg) blev nedlagt i 1969.  
Hanstholm Havn er den eneste store danske havn, som aldrig har haft jernbaneforbindelse. Havnen blev vedtaget i 1917. Anlægsloven eksproprierede et areal syd for Hanstholm til banegårdsanlæg, som også kunne ses i byplanen fra 1927. Havnebyggeriet blev næsten sat i bero under 1920'ernes nedskæringer og endelig standset af den tyske besættelsesmagt i 1942. Tyskerne havde store transporter til Hanstholm-fæstningen og krævede en sidebane fra Thisted-Fjerritslev Jernbanes station i Nors via Tved Klitplantage og Ræhr til Hanstholm. Banen blev projekteret af den danske stat. Ifølge nogle kilder skulle strækningen være smalspor. Linjen blev udstukket gennem plantagen og nogle træer fældet, men TFJ kunne ikke skaffe skinner.
I 1960'erne blev byggeriet genoptaget sammen med store planer for byen, og havnen blev færdig i 1967. Det statslige anlægsudvalgs byplan fra 1966 tog højde for en jernbane fra Sjørring via Klitmøller til Hanstholm. I 1980 blev der udarbejdet et andet projekt af en gruppe studerende på Ålborg Universitetscenter: en bane fra Thisted øst om Nors, via Ballerum og Ræhr, med station i Hanstholm syd for byen. Varianter gik via Tved eller gennem Tved Klitplantage. I lokal- og regionsplaner i 1980'erne var der reserveret areal til en jernbanelinje, baseret på et projekt fra DSB, fra Thisted via Nors-Ræhr til Hanstholm. Der var også planlagt et industriområde i Ballerum nær Thisted Lufthavn, hvor motorbanen Nordsøringen skulle ligge. Ligesom i de oprindelige planer skulle banen primært gå syd om Hanstholm-knuden, men lokalplanen nævnte også muligheden for en jernbanetunnel under byen, som på den måde kunne gå vinkelret gennem skrænterne ved havnen og munde direkte ud i færgelejet.
Lokale folketingsmænd har nogle gange krævet at projektet skulle tages op igen. Hanstholm havn har oplevet en stigende godstrafik til/fra Vestnorge. I 2007-08 mente nogle debattører at jernbanen kunne være alternativ til modulvogntog til danske havne. Fjord Line flyttede i 2008 og Smyril Line i 2010 til Hirtshals, så Hanstholm er nu uden færger, men er landets største havn for konsumfisk. En stor udvidelse af Hanstholm Havn til 1,5 mia. kroner, især til offshore-aktiviteter, blev gennemført i 2017-20.

## Eksterne links
- Wikimedia Commons har flere filer relateret til Thybanen
- Stationerne på Thybanen Arkiveret 24. september 2007 hos  Wayback Machine, griffen.dk, med billeder

|  | Denne artikel kan blive bedre, hvis der indsættes geografiske koordinater Denne artikel omhandler et emne, som har en geografisk lokation. Du kan hjælpe ved at indsætte koordinater i wikidata. |